# Santo Tomé del Puerto
Santo Tomé del Puerto est une commune de la province de Ségovie dans la communauté autonome de Castille-et-León en Espagne.

## Géographie
Les localités de la commune sont :
- Aldealapeña, localité dépeuplée ;
- La Rades (es) ;
- Rosuero ;
- Siguero (es), commune indépendante jusqu'en 1970 ;
- Sigueruelo, commune indépendante jusqu'en 1973 ;
- Villarejo, siège de la mairie.